# Hà bá Vân Nam
Hà bá Vân Nam (danh pháp khoa học: Nyssa yunnanensis) là một loài thực vật thuộc họ Cornaceae. Đây là loài đặc hữu của Trung Quốc. Chúng hiện đang bị đe dọa vì mất môi trường sống.

## Hình ảnh

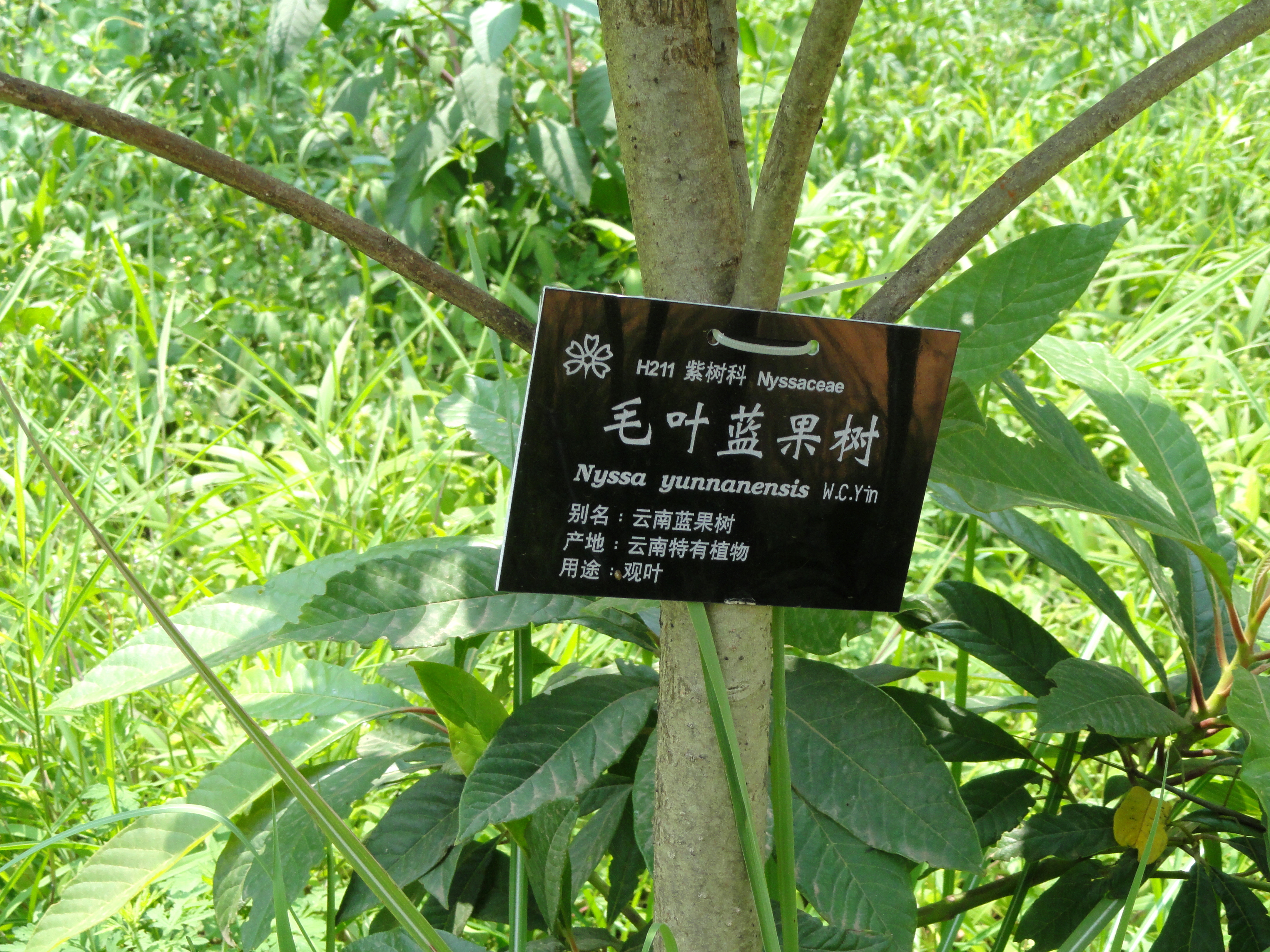
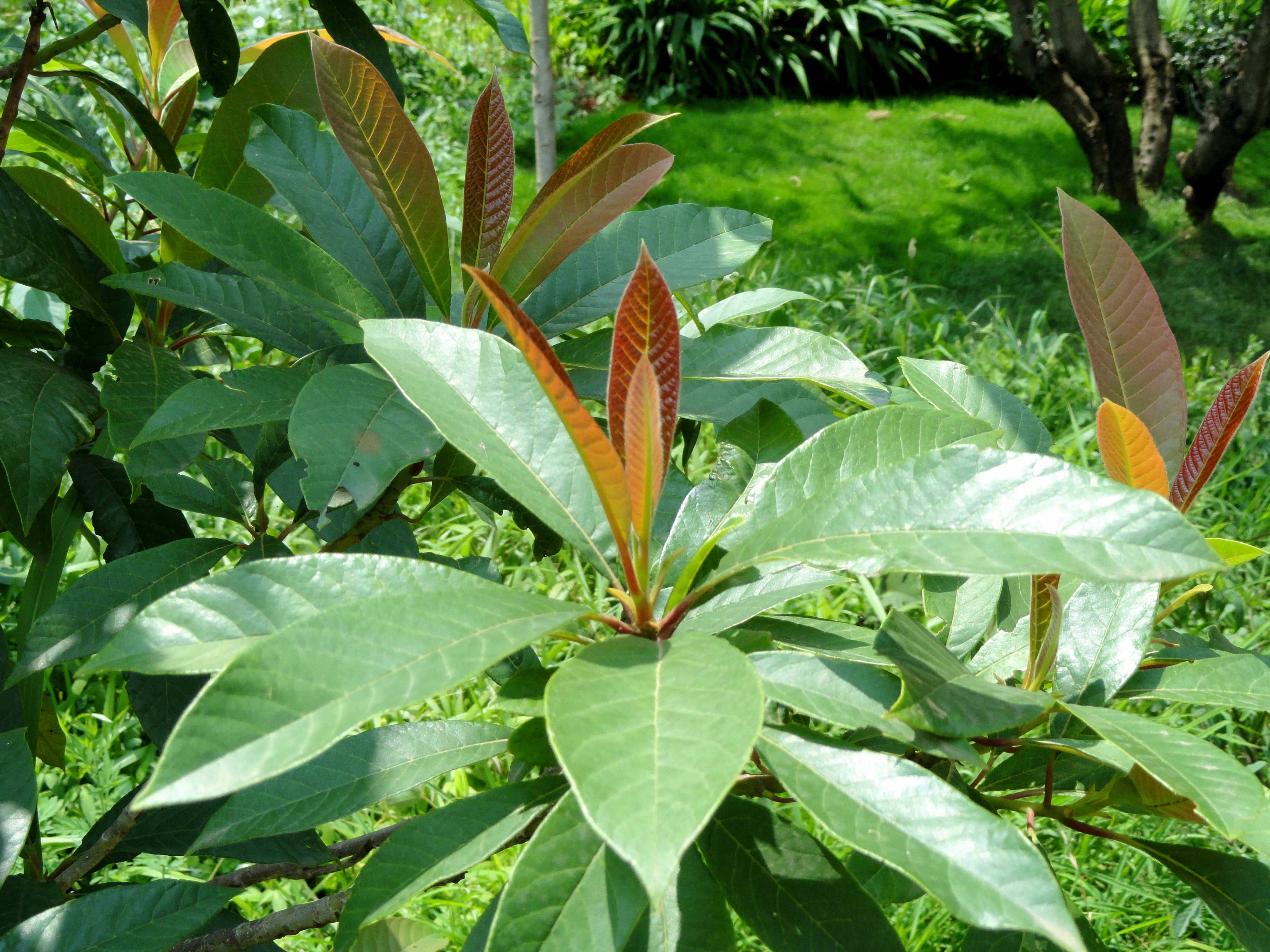